# تأسیسات راستی‌آزمایی و اعتبارسنجی مستقل

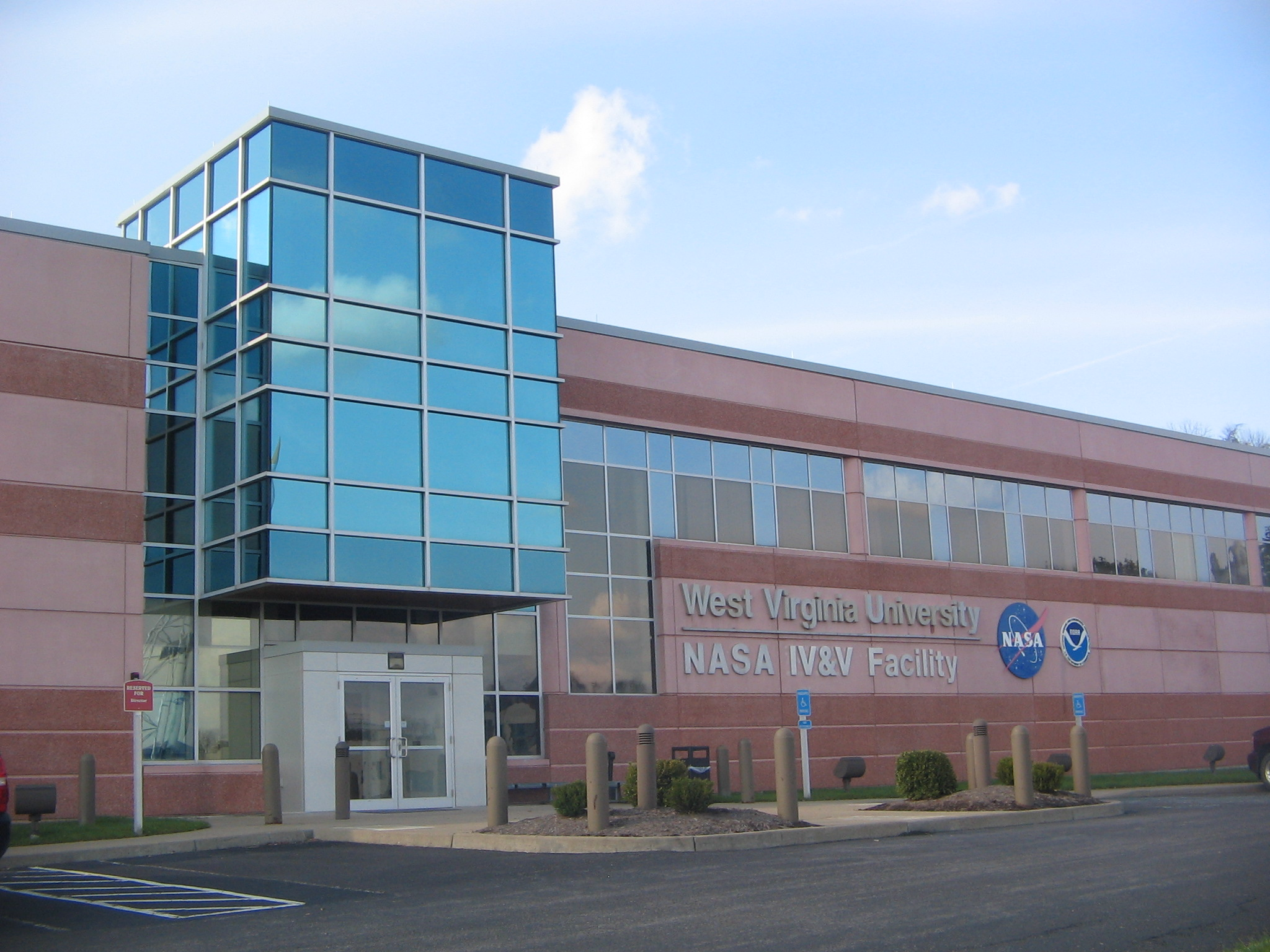
ورودی اصلی تأسیسات راستی‌آزمایی و اعتبارسنجی مستقل.

تأسیسات راستی‌آزمایی و اعتبارسنجی مستقل (به انگلیسی: Independent Verification and Validation Facility) یک مرکز ناسا است. این مرکز ناسا در سال ۱۹۹۳ به‌منظور ادارهٔ ایمنی و تضمین مأموریت پس از فاجعه شاتل فضایی چلنجر ناسا ایجاد شد.